# Federação desportiva
A federação desportiva é uma organização não-governamental que reúne clubes ou sociedades desportivas, ligas profissionais, jogadores, técnicos, árbitros, e demais entidades que pratiquem e promovam o desenvolvimento de uma respectiva modalidade e afins. Com função de representar junto as organizações desportivas nacionais, internacionais e Administração Pública os interesses dos filiados, além de assegurar a participação em competições.